# Khí đồng hành

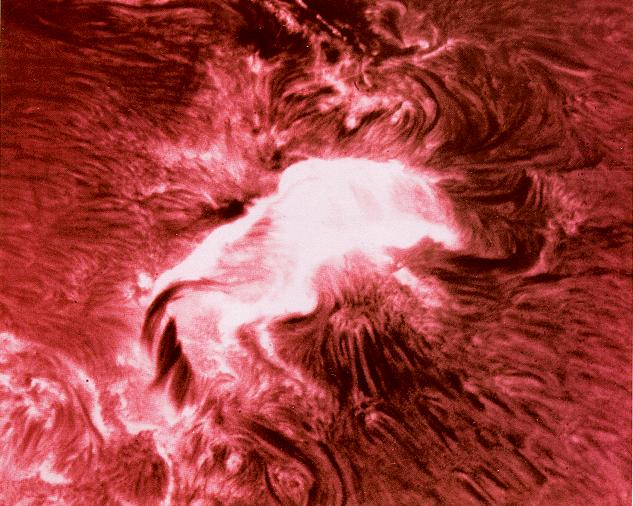
Khí đồng hành bị đốt bỏ ở mỏ dầu tại California

Khí đồng hành (tiếng Anh: associated gas) là khí tự nhiên được tìm thấy cùng dầu thô, có thể ở dạng hoà lẫn với dầu thô hoặc tạo thành không gian phía trên lớp dầu thô trong mỏ dầu .
Khí đồng hành khi được tách khỏi dầu thô là hỗn hợp chủ yếu gồm etan (C2H6), propan (C3H8), butan (C4H10) và pentan (C5H12). Ngoài ra còn những tạp chất không mong muốn như nước, sulfide hiđrô (H2S), CO2, Helium (He), Nitơ (N2) và một số tạp chất khác.
Trong quá khứ loại khí này là thành phần không mong muốn và thường bị đốt bỏ. Kể cả tới năm 2003, việc đốt bỏ vẫn ở khối lượng lớn, hàng ngày có đến 10-13 tỷ feet khối trên toàn thế giới . Tuy nhiên, với tiến bộ của công nghệ, giá thành dầu thô và khí tự nhiên tăng lên và các ứng dụng của khí tự nhiên trở nên phổ biến, khí đồng hành được tận dụng và trở thành nguồn nguyên liệu mang lại hiệu quả cao. Năm 1947, ở Mỹ, hàng ngày khoảng 3 tỷ feet khối khí đồng hành bị đốt bỏ; đến năm 2002, con số này giảm 13 lần trong khi sản lượng khai thác cao hơn năm 1947 .
Nigeria là quốc gia có trữ lượng khí tự nhiên rất lớn, chiếm 30% trữ lượng toàn Châu Phi. Tuy vậy 75% khí đồng hành ở các mỏ dầu thường bị đốt bỏ một cách lãng phí. Chính phủ Nigeria đã ra một đạo luật quy định đến năm 2008, khí đồng hành sẽ không bị đốt nữa, các hãng dầu khí có trách nhiệm lắp đặt các thiết bị xử lý khí để tận dụng nguồn tài nguyên này .

## Các giải pháp sử dụng khí đồng hành
- Bơm ngược trở lại giếng dầu để thu hồi sau này khi có giải pháp kinh tế hơn đồng thời duy trì áp lực giếng để dầu tiếp tục tự phun lên.
- Chuyển hóa thành các sản phẩm khác (ví dụ metanol - CH3OH) để dễ chuyên chở hơn
- Tách các tạp chất để có khí hóa lỏng tự nhiên rồi chuyển xuống bồn chứa
- Chuyến hóa thành các hợp chất (ví dụ metanol) làm nguyên liệu cho công nghiệp hóa dầu
- Dùng phát điện ngay tại mỏ cho các nhu cầu vận hành và có thể truyền tải đi xa
- Vận chuyển bằng đường ống tới nhà máy xử lý khí.

## Sử dụng khí đồng hành ở Việt Nam
Ở Việt Nam, dầu thô được khai thác ở quy mô công nghiệp từ năm 1986 nhưng khí đồng hành vẫn bị đốt bỏ ngay tại mỏ cho đến năm 1997. Hình ảnh những ngọn lửa rực sáng trên các giàn khoan trong đêm đã một thời là hình ảnh nổi tiếng và có phần tự hào về nền công nghiệp dầu khí non trẻ của Việt Nam. Việc xử lý khí đồng hành với khối lượng lớn cần lượng máy móc đồ sộ mà điều kiện khai thác trên biển không cho phép thực hiện. Giải pháp triệt để là lắp đặt đường ống và đưa số khí đó vào bờ. Năm 1997, hệ thống xử lý đồng hành của Việt Nam bắt đầu vận hành, hàng năm đưa khoảng 1 tỷ m³ vào bờ, cung cấp khí hóa lỏng, dung môi pha xăng (condensate), khí tự nhiên cho các nhà máy điện, v.v... Ngày nay, khí đồng hành là nguyên liệu chủ yếu sản xuất khí hóa lỏng và dung môi pha xăng; là một phần nguyên liệu cung cấp cho Nhà máy phân đạm Phú Mỹ, và nhiên liệu cho các nhà máy điện dùng turbine khí.